# 卡普里岛
卡普里岛（義大利語：Isola di Capri，義大利語發音：[ˈkaːpri]）又譯卡布里島，意大利那不勒斯湾南部，索伦托半岛外的一个小岛，自从罗马共和国时代以来就以风景秀丽闻名，是著名的旅游胜地。卡普里属于坎帕尼亚大区的那不勒斯省。卡普里市是岛上主要的人口中心，人口2004年底统计为7,278人。
无论对意大利人还是对外国人，卡普里都是旅游目的地。在1950年代的每年夏季，该岛游客众多。島上最著名的景點有藍洞。
羅馬皇帝提比略曾長期隱居該島。俄罗斯和苏联作家马克西姆·高尔基曾长期在该地居住，早年在该地建立了培养革命家和宣传员的学校。
卡普里有班次频密的渡轮和水翼艇前往那不勒斯和索伦托。 
島上有彭塔卡雷尼亚灯塔。
法國品牌 Montale 的香水 Soleil di Capri 就是以此為島嶼命名的。